# Carlos Méndez-Chávez
 (janvier 2019).
Si vous disposez d'ouvrages ou d'articles de référence ou si vous connaissez des sites web de qualité traitant du thème abordé ici, merci de compléter l'article en donnant les références utiles à sa vérifiabilité et en les liant à la section « Notes et références ».
Pour les articles homonymes, voir Mendez et Chávez.
Carlos Méndez-Chávez est un acteur et producteur de cinéma colombien né le 30 juillet 1956 à Bogota.
Il est actuellement un des producteurs les plus efficaces de son pays.[réf. nécessaire]